# Go-Horikawa
Go-Horikawa (22. března 1212 – 31. srpna 1234) byl v pořadí 86. japonským císařem. Jeho vláda začala 29. července 1221, skončila dne 26. října 1232. Jeho vlastní jméno bylo Jutahito.
Go-Horikawa byl třetím synem prince Morisady, který byl druhým synem císaře Takakury. V roce 1221, když vypukla občanská válka, ve které chtěl bývalý císař Go-Toba prosadit větší moc císaře, vítězný šógunát Kamakura rozhodl, že na trůn již nikdy nesmí usednout potomek Go-Toby. Poté byl na trůn dosazen jako nejbližší příbuzný, který nebyl potomkem Go-Toby, Go-Horikawa.